# Pavel Ricka
Pavel Ricka (Opava, 28 gennaio 1987) è un calciatore ceco, difensore dell'Ederbergland.

## Caratteristiche tecniche
Difensore centrale, può anche avanzare al ruolo di mediano.